# Shoujo Lolita 23ku
 (novembre 2012).
Si vous disposez d'ouvrages ou d'articles de référence ou si vous connaissez des sites web de qualité traitant du thème abordé ici, merci de compléter l'article en donnant les références utiles à sa vérifiabilité et en les liant à la section « Notes et références ».
Shoujo Lolita 23ku (少女-ロリヰタ-23区), appelé au Japon lolita 23q, est un groupe japonais créé en 2004 arborant un style visual kei.

## Histoire
Le groupe commence en septembre 2004. Quelques mois après la formation, ils commencent à faire des concerts au takadanobaba area.
Le 3 décembre, lors de leur dernier concert de l'année, ils offrent leur premier cd-démo "o tanoshimi enban".
En 2005, ils font plusieurs petits concerts dont un coupling avec CELLT.
Mais c'est par leur participation à la 6e version de "Hysteric media zone", une compilation regroupant divers groupes que le public apprendra à les connaître.
Le 15 juin, ils se lancent en sortant leur premier single "23ku kikagakukan" (qui sera réédité en août avec une jaquette différente).
Alors que le groupe est encore bien récent, ils doivent faire face à la décision de Megumi de quitter le groupe après leur premier oneman, le 25 août (où est distribué également la vidéo "Usagi no geru hanazono"). Megumi se retrouve donc remplacé par Ryuto.
Fin d'année 2005, le groupe sort 2 nouveaux singles; "Tokyo rinkai Anastasia ~ao no yume~" et "Tokyo kinku Baveltower ~Aka no yume~".
Lors de leur concert au Shibuya O-WEST, ils distribuent le dernier single pour l'année, "ao no yume". 
Cette fin d'année, Sou se retrouve à l'hôpital pour cause de mauvaise condition physique. Ne pouvant pas participer au live prévu, le groupe se retrouve à jouer seul. Il revient tout de même pour le concert de fin d'année, 31 décembre avec divers groupes pour la joie de tous ces fans. 
En 2006 est annoncé leur prochain maxi single, "murasaki no yume" qui sortira en février. Ce dernier contient un DVD avec les clips de 808 et Siren (que l'on retrouve sur des singles précédents.)
Ils feront divers events avec les groupes KuRt, Wizard, etc. (tous du label SPEEDISK)
Le 19 mai a eu lieu leur oneman [BEAUTIFUL GENESIS OF "la Re:volutionA"] au liquid room Ebisu, où leur premier mini album [kyuuyaku:baitai shoujo-media.Lolita-] sera en avant-première et sera dans une version spéciale. 
Une bonne nouvelle suit ce concert, puisqu'ils annoncent la sortie en DVD de ce live sous le même nom pour le 12 juillet.
Ils continuent leur lancée avec des sorties singles et plusieurs concerts. Ils font même plusieurs instores events bien que leur notoriété commence à prendre du large.
2007 continue avec plusieurs concerts mais toujours avec d'autres groupes...
Ainsi que leur fin sous le label SPEEDISK pour leur propre label "Brand New Ward"!
Ils continuent donc à faire des concerts dont l'annonce de plusieurs oneman. Les fans se sont rués sur les places vu que les concerts ont été sold out en même pas 2 jours, mais plus important, l'annonce de leur premier album pour le 7 novembre, Brand New Ward. 

## Formation

### Membres actuels
- Chanteur ： Sōshi (総史)
- Guitare ： Ryūto (龍兎)
- Guitare ： Yuki (ユ≠キ)
- Basse ： Ryōsuke (リョヲ丞)
- Batterie : BAN

### Anciens membres
- Chant : Sou (颯～そう～)
- Guitare ： Megumi 仔池 恵

## Discographie

### Albums studio
- [2006.02.22] Murakami no Yume (むらさきのゆめ)
- [2006.05.19] Kyūyaku:Baitai Shōjo-Media・Lolita (旧約:媒体少女-メディア・ロリヰタ-)
- [2006.05.24] Shinyaku:Baitai Shōjo-Media・Lolita (新約:媒体少女-メディア・ロリヰタ)
- [2006.10.25] Risō Kakū Toshi (理想架空都市)
- [2007.11.07] Brand New Ward
- [2008.04.02] MEMORIAL 2005-2006 Lolita23q (MEMORIAL2005-2006 少女-ロリヰタ-23区)
- [2009.03.25] Marble Shaking Ward
- [2009.10.07] BeSt (；BeSt)
- [2010.08.25] Hoshi Tai Jigen Kuiki Minerva (星帯次元区域ミネルヴァ)

### Singles
- [2004.12.03] Otanoshimi en ban (おたのしみ円盤-ディスク-)
- [2005.02.13] Sui-Suiren-Ren no heya (睡-スイレン-蓮の部屋)
- [2005.06.21] 23 ku Kikagakukan. (23区幾何学缶。)
- [2005.06.21] Tandeki Me:LoW -Retoromerou- (耽溺Me:LoW（レトロメロウ）)
- [2005.09.19] Tokyo Kinku Baveltower ～Aka no Yume～ (東京禁区バヴェルタワー〜あかのゆめ〜)
- [2005.11.22] Tokyo Rinkai Anastasia ～Ao no Yume～ (東京臨界アナスタシア〜あおのゆめ〜)
- [2005.11.24] Ao no Yume (碧ノユメ)
- [2006.08.09] Reizai -REAL- Monitaa naibo no dennou ~dejitaru meido~ (玲在-REAL-モニタァ内部の電脳〜デジタル・メイド〜隷娘)
- [2006.12.04] SWEETEST OCEAN
- [2007.05.16] Genosense (ジェノセンス)
- [2007.05.30] Reimei (黎明-reimei-)
- [2007.08.08] RED ROOM
- [2007.09.05] Mikansei Sapphire (未完成サファイア)
- [2008.03.05] Hoshi no Kakera (ホシノカケラ)
- [2008.11.05] Garizm (ガリズム-garizm-)
- [2008.03.05] CERAMIC STAR (CERAMIC★STAR)
- [2010.12.22] WHITE BLADE

## Videographie
- Ishoku Othello （21.03.2005）
- At random kata shikaku en ban （25.08.2005）
- [Kakumei ato yomatsuri] ~THE FILM ［BEAUTIFUL GENESIS OF“la Re:volutionA”]~ (12.07.2006)